# Šuler
Šuler je priimek več znanih Slovencev:
- Brigita Šuler (* 1976), profesorica glasbe in pevka zabavne glasbe
- Erik Šuler (* 1977?), pianist
- Franjo Šuler (1841—1918), šolnik v Zagrebu
- Jasmina Šuler Galos (* 1961), prof. slovenistike na Univerzi v Varšavi
- Krista Šuler (1901—1959), učiteljica in knjižničarka
- Kristina Šuler (1866—1959), učiteljica in pesnica
- Marjetka Šuler, violistka
- Marko Šuler (* 1983), nogometaš
- Simona Šuler Pandev, knjižničarka, domoznanka (Koroška)